# Покрівельна черепаха індійська
Покрівельна черепаха індійська (Pangshura tecta) — вид черепах з роду Покрівельна черепаха родини Азійські прісноводні черепахи.

## Опис
Загальна довжина карапаксу досягає 23 см. Голова невелика. Карапакс має овальну форму, обтічний. Кіль на спині зубчатий, особливо виділяється спрямований назад зубець на третьому хребетному щитку.
Боки голови й потилицю прикрашено кармінно—червоними плямами, а вздовж шиї проходять жовті поздовжні смужки. Карапакс зеленувато—бурий з яскраво—червоними плямами на хребті, навколо плям є чорна облямівка, а по краю щита світло—жовта облямівка. Черево червонясто—жовте із чіткими фігурними плямами чорного кольору.

## Спосіб життя
Полюбляє струмки, канали й ставки з багатою водною рослинністю. Воліє водойми з чистою глибокою водою, пірнає і плаває чудово, в той же час часто подорожує по березі в пошуках їжі. Харчується здебільшого водною і наземною рослинністю (капустою, ряскою, салатом, водяною папороттю), в невеликій кількості дрібними водними тваринами, ракоподібними.
Парування відбувається протягом усього року. Самиця відкладає 3—14 яєць. За сезон буває декілька кладок. За температури 25—27 °C інкубаційний період триває 60—80 днів.

## Розповсюдження
Мешкає у системі річок Ганг, Інд і Брахмапутра у Бангладеш, Пакистані, Непалі, Індії.